# One More Once
One More Once est un album du pianiste Michel Camilo sorti en 1994.

## Description
One More Once est le deuxième album de Michel Camilo pour Columbia. Il fait appel à un orchestre de 21 musiciens pour un album jazz qui a de fortes influences latines et afro-caribéennes, tout en faisant aussi la part belle au blues ,.

## Pistes
Tous les morceaux sont composés et arrangés par Michel Camilo.
1. One More Once (4:53)
2. Why Not! (6:44)
3. The Resolution (3:30)
4. Suite Sandrine, Part III (9:15)
5. Dreamlight (8:49)
6. Just Kidding (5:19)
7. Caribe (7:05)
8. Suntan (5:58)
9. On The Other Hand (5:52)
10. Not Yet (6:08)

## Musiciens
- Michel Camilo - Piano
- Chris Hunter – Saxophone alto
- Paquito d'Rivera - Saxophone alto
- Ralph Bowen – Saxophone ténor
- Craig Handy – Saxophone ténor
- Gary Smulyan – Saxophone baryton
- Jon Faddis – Trompette
- Michael Mossman – Trompette
- Stanton Davis, Jr. – Trompette
- Brian Lynch (musicien) (en) – Trompette
- Ryan Kisor – Trompette
- Dave Bargeron – Trombone
- Conrad Herwig – Trombone
- Ed Neumeister – Trombone
- Douglas Purviance – Trombone
- David Taylor – Trombone
- Chuck Loeb – Guitare électrique
- Giovanni Hidalgo – Percussion, Bongos, Conga, Timbales
- Guarionex Aquino – Percussion, Bongos, Tambourin, Chekere, Guiro
- Cliff Almond – Batterie
- Marvin "Smitty" Smith – Batterie
- Anthony Jackson – Guitare basse